# Montanhas (ort)
Montanhas är en ort i Brasilien.   Den ligger i kommunen Montanhas och delstaten Rio Grande do Norte, i den östra delen av landet, 1 700 km nordost om huvudstaden Brasília. Montanhas ligger 87 meter över havet och antalet invånare är 8 442.
Terrängen runt Montanhas är platt. Närmaste större samhälle är Nova Cruz, 16,2 km väster om Montanhas.
Omgivningarna runt Montanhas är huvudsakligen savann. Runt Montanhas är det ganska tätbefolkat, med 58 invånare per kvadratkilometer.